# Neuroterus albipes reflexus
Neuroterus albipes reflexus é uma subespécie de insetos himenópteros, mais especificamente de vespas pertencente à família Cynipidae.
A autoridade científica da subespécie é Kieffer, tendo sido descrita no ano de 1901.
Trata-se de uma subespécie presente no território português.